# Плеоназъм
Плеоназъм е стилистична фигура в литературата. Тя означава използването на много думи или части от думи за описване на даден герой, предмет, явление или идея. Характерно за плеоназма е използването на множество епитети.
Думата идва от гръцкото πλεονασμός, плеонасмос, в превод излишък.

## Примери
Плеоназъм, също означава „повторение“ в изразяването.
Пример:
Уважаема госпожо,
......
......
......
С Уважение:
..........
- „...кат лъвове тичат по страшний редут,

не срещат ни жега, ни жажда, ни студ.“
– Иван Вазов, „Опълченците на Шипка“
Тук се среща още една особеност на плеоназма – той често се съчетава и с градация.
- „Милионният град, разоран и пламтящ,

безнадеждно затихнал е вече
и над него привежда се в траурен плащ
мъдрооката пролетна вечер“
– Христо Смирненски, „Смъртта на Делеклюз“
И за да избегнем излишен плеоназъм...
Тоест избягвам повторение или пък излишна тавтология.